# Gălăteni
Gălăteni est une commune du județ de Teleorman en Roumanie.